# Stansted Airport Transit System
51°53′21″ пн. ш. 0°15′23″ сх. д. / 51.8891° пн. ш. 0.2565° сх. д.

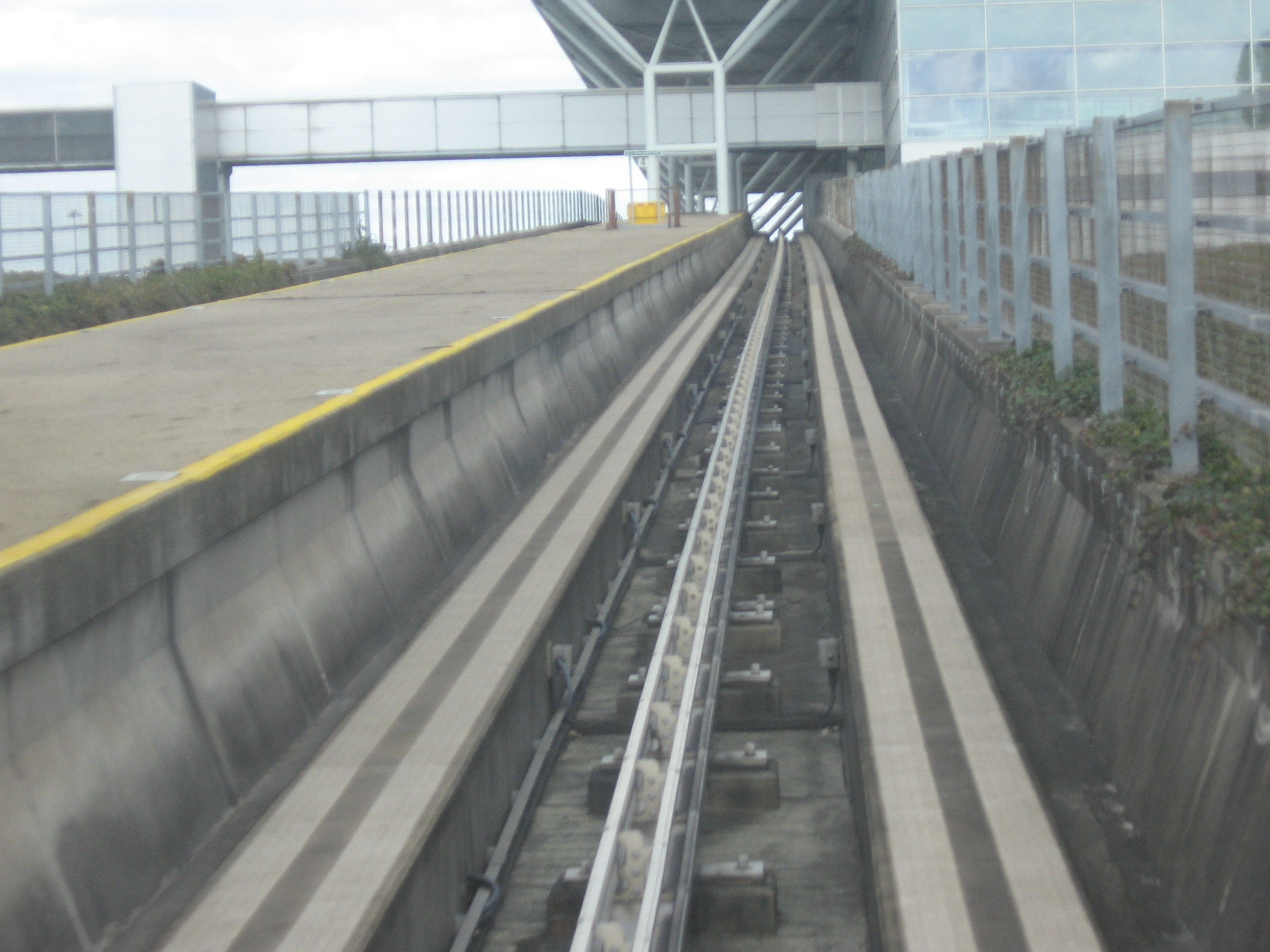
Естакадна секція системи

Stansted Airport Transit System — персональна автоматична система в аеропорту Лондон-Станстед, Велика Британія.
Система має 4 (1 незадіяну) станції. Всі станції типу горизонтальний ліфт.
Система є двоколійною, завдовжки 3,2 км та має пункт технічного обслуговування на одному кінці. Система має як естакадні так і тунельні секції, що сполучають головну будівлю терміналу з трьома супутниковими корпусами № 1 (гейти 1 - 19) та 2 (воріт 29 - 38) та 3 (40-59), проте станція в сателіті 3 не працює через угоду з Ryanair, яка не потребують використання системи.
Рухомий склад системи — 5 вагонів Adtranz C-100 та 4 вагони Bombardier CX-100. Вагони можуть використовуватись як в одиничному режимі так і в режимі потяга.